# Селден (Њујорк)
Селден (енгл. Selden) насељено је место без административног статуса у америчкој савезној држави Њујорк.

## Демографија
По попису из 2010. године број становника је 19.851, што је 2.01 (-9,2%) становника мање него 2000. године.
| Група             | 2000.          | 2010.          |
| Белци             | 18.863 (86,3%) | 15.343 (77,3%) |
| Афроамериканци    | 410 (1,9%)     | 648 (3,3%)     |
| Азијати           | 537 (2,5%)     | 876 (4,4%)     |
| Хиспаноамериканци | 1.799 (8,2%)   | 2.750 (13,9%)  |
| Укупно            | 21.861         | 19.851         |